# عبدالرزاق الحسین
عبدالرزاق الحسین (عربی: عبد الرزاق الحسين؛ زادهٔ ۱۵ سپتامبر ۱۹۸۶) یک فوتبالیست اهل سوریه است.
از باشگاه‌هایی که در آن بازی کرده‌است می‌توان به باشگاه ورزشی العهد، الجیش سوریه، باشگاه فوتبال الکرامه سوریه، باشگاه فوتبال التعاون عربستان سعودی، باشگاه ورزشی اربیل، باشگاه فوتبال حتی امارات، تیم ملی فوتبال زیر ۲۳ سال سوریه، و تیم ملی فوتبال سوریه اشاره کرد.
وی همچنین در تیم‌های ملی فوتبال زیر ۲۰ سال سوریه زیر ۲۳ سال سوریه سوریه بازی کرده است.